# 태리 (인플루언서)
태리(TAERi, 2002년 6월 18일 ~ )는 미디언스 소속 대한민국의 버추얼 인플루언서이다.

## 상세

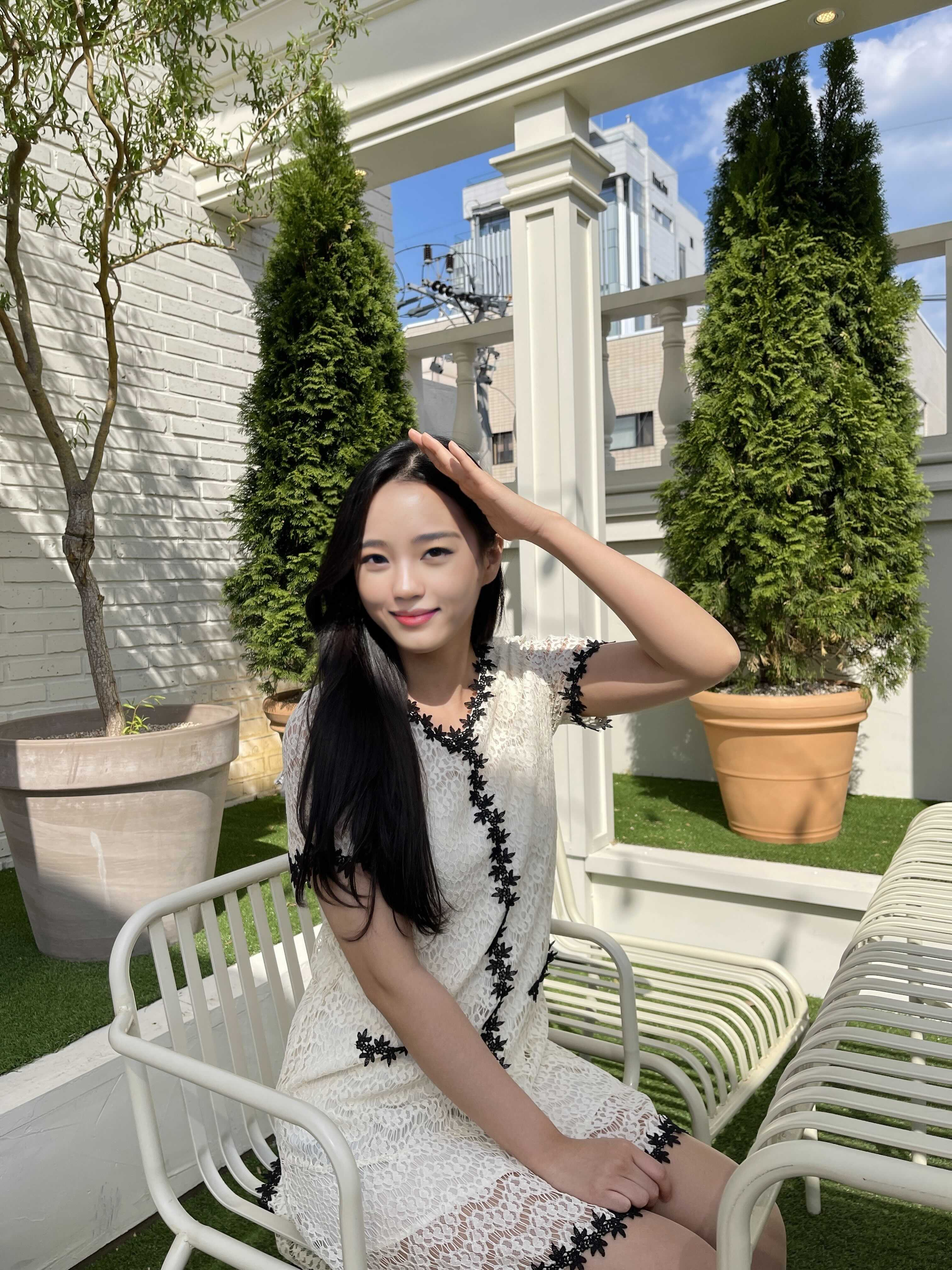
카페'mooni'에 놀러간 태리

태리(TAERi)는 2022년 2월, 마케팅 전문 기업 미디언스에서 탄생시킨 버추얼 휴먼이다.
태리(TAERi)를 탄생시킨 기업 미디언스는 약 4만여 명의 인플루언서와 다양한 분야의 광고 캠페인을 진행하면서 MZ세대가 선호하는 인플루언서들의 몇 가지 성향을 분석하여 20대 초반의 발랄한 매력을 가진 인플루언서 태리(TAERi)를 제작하게 되었다.
미디언스는 이를 시작으로 MZ세대에게 선호도가 높은 가상 인플루언서를 단시간에 육성할 수 있으며, 다양한 브랜드 카테고리에 적합한 가상 인플루언서를 제작해 인플루언서 마케팅을 원하는 브랜드들이 저렴한 비용으로 효과적인 마케팅 캠페인을 진행할 수 있도록 지원 할 예정이다.

## 활동
태리는 과거 대형 엔터테인먼트의 연습생이였으나 자유로운 영혼을 가진 그녀에게 엔터테인먼트의 생활은 모든 행동에 제약이 존재하여 연습생 생활을 견디지 못하고 뛰쳐나와 K-인플루언서가 되기로 결심했다는 설정을 가지고 있다.

'가나팝업스토어'에 놀러간 태리

주로 Short 영상 콘텐츠를 올리며, 신곡 댄스커버부터 챌린지까지 다양한 분야의 콘텐츠로 영역을 넓혀가고 있다.
운영 초기에는 예쁘고 청순한 컨셉만을 보여주었으나, 난데없이 미노이의 ㄱㄴ댄스패러디부터 시작하여 슬슬 개그 욕심을 부리고 있다.
K-POP 흥행의 여파인지 적극적인 남미 팬들의 댓글을 목격할 수 있다.
최근 '핫'한 장소에서 그녀와 비슷한 인물을 보았다는 목격담이 들려오고 있다, 특히 핫플의 성지 성수에서 목격담이 많이 올라오고 있는데, 그녀의 SNS를 보면, 4월 오픈한 성수동 핫플인 '가나 팝업스토어'에서 찍은 인증샷과 팝업스토어에 관한 자세한 정보를 확인 할 수 있고, 그 외에도 다양한 핫플레이스와 신상템 정보들을 확인 할 수 있다.
태리는 대한민국을 넘어 전세계에서 사랑받는 K-인플루언서가 되는 것이 목표라고 한다.
2022년 5월, 미디언스 공식 홍보 모델로 발탁되어 미디언스 버추얼 휴먼 '태리'로 활동하고 있다.

## 기타
- '페이스 스왑' 기술(딥페이크)로 구현되어 쉐도우 액터가 존재하며, 쉐도우 액터의 정체는 아직 밝혀지지 않았다.
- 2002년 한일월드컵 16강전(vs이탈리아) 안정환이 골든골을 넣음과 동시에 태어나, 당시의 열기와 열정울 받아 엄청난 텐션을 가지고 있는 월드컵베이비라는 설정을 가지고 있다.
- MBTI는 ESFP이다. 자유로운 영혼의 연예인. 그녀만의 위트와 재치로 주변 사람들의 기분까지 UP 시켜주어 모두의 사랑을 받는 천부적인 연예인 기질의 소유자이다.